# Анивский район
Ани́вский район — административно-территориальная единица (район), в границах которой вместо упразднённого одноимённого муниципального района образовано муниципальное образование Анивский городской округ в Сахалинской области России.
Административный центр — город Анива.

## География
Анивский район приравнен к районам Крайнего Севера.
Расположен в юго-восточной части острова Сахалин. Численность наличного населения по состоянию на 1 января 2001 года составила 15,6 тыс. человек. Основные виды хозяйственной деятельности — добыча леса, деревообработка, добыча газа, рыбная ловля, заготовка торфа и цеолита, пищевая промышленность, мясное и молочное животноводство, металлообработка.

## История
С 1905 до 3 сентября 1945 года Южный Сахалин принадлежал Японии, был представлен губернаторством Карафуто, разделенным на 4 округа: Тойохарский, Маокский, Эсуторский и Сикукский. В составе округов имелось десять уездов, одним из которых был уезд Рудака.
Колонизация Южного Сахалина ускорилась с 1913 года, когда японские переселенцы стали получать от губернаторства земли в аренду. Японское правительство снарядило особые подготовительные и землеустроительные экспедиции, три из которых отправились вдоль берега залива Анива. Для аренды губернаторство рекомендовало прежде всего участки на западном берегу южной части в районах Нотору, Наихоро, Нитасу и  на побережье залива Анива.
На 1 августа 1945 года территория района составляла 1495,7 кв.км. Жили здесь чуть более 12 тысяч японских граждан.
Район образован 15 июня 1946 года.
Постановлением губернатора Сахалинской области «О передаче части земель Анивского района в ведение администрации города Южно-Сахалинска» от 9.08.1995г. №246  поселки Березняки,  Новоалександровск, Луговое отошли к Южно-Сахалинску.
Городской округ образован 1 января 2005 года. До 2012 года основным наименованием городского округа являлось Анивский район, после 2012 года — Анивский городской округ.

## Население
| 1945    | 1947    | 1959    | 1970    | 1979    | 1989    | 1993    | 2002    | 2009    |
| ------- | ------- | ------- | ------- | ------- | ------- | ------- | ------- | ------- |
| 12 000  | ↗12 304 | ↗17 956 | ↗23 315 | ↗28 130 | ↗36 740 | ↗39 620 | ↘15 272 | ↗16 632 |
| 2010    | 2011    | 2012    | 2013    | 2014    | 2015    | 2016    | 2017    | 2018    |
| ↗17 533 | ↗17 569 | ↗17 705 | ↗17 832 | ↗18 068 | ↗18 370 | ↗18 872 | ↗19 439 | ↗19 657 |
| 2019    | 2020    | 2021    | 2023    | 2024    |         |         |         |         |
| ↘19 569 | ↘19 545 | ↗20 999 | ↘20 946 | ↗20 975 |         |         |         |         |

Естественное движение населения
| Годы | Рождений | Смертей | Е.п | Миграция | Рождаемость ‰ | Смертность ‰ | Е.п. ‰ | Миграция ‰ |
| ---- | -------- | ------- | --- | -------- | ------------- | ------------ | ------ | ---------- |
| 2010 | 195      | 163     | 32  | 68       | 11,10         | 9,28         | 1,82   | 3,87       |
| 2011 | 199      | 178     | 21  | 157      | 11,24         | 10,05        | 1,19   | 8,87       |
| 2012 | 213      | 170     | 43  | 170      | 11,94         | 9,53         | 2,41   | 9,53       |
| 2013 | 267      | 176     | 91  | 327      | 14,78         | 9,74         | 5,04   | 18,10      |
| 2014 | 251      | 165     | 86  | 388      | 13,66         | 8,98         | 4,68   | 21,12      |
| 2015 | 261      | 178     | 83  | 585      | 13,83         | 9,43         | 4,40   | 31,00      |

## Населённые пункты
В состав района (городского округа) входят 14 населённых пунктов:
| №  | Населённый пункт | Тип населённого пункта        | Население |
| -- | ---------------- | ----------------------------- | --------- |
| 1  | Анива            | город, административный центр | ↗9686     |
| 2  | Благовещенское   | село                          | ↗7        |
| 3  | Воскресенское    | село                          | ↘250      |
| 4  | Высокое          | село                          | ↘61       |
| 5  | Зеленодольск     | село                          | ↘37       |
| 6  | Мицулевка        | село                          | ↘204      |
| 7  | Новотроицкое     | село                          | ↗2928     |
| 8  | Огоньки          | село                          | ↘385      |
| 9  | Песчанское       | село                          | ↗185      |
| 10 | Петропавловское  | село                          | ↘341      |
| 11 | Рыбацкое         | село                          | ↗370      |
| 12 | Таранай          | село                          | ↗796      |
| 13 | Троицкое         | село                          | →5434     |
| 14 | Успенское        | село                          | ↘363      |

### Упразднённые населённые пункты
Сёла Кириллово и Малиновка.

## Люди, связанные с городским округом
- Верман Борис Абрамович - Почётный гражданин Анивского городского округа[36].